# Florencio Muñiz Uribe
Florencio Muñiz Uribe (Caborana, 14 de gener de 1925) és un arquitecte  espanyol, que va exercir el càrrec d'arquitecte municipal d'Oviedo durant 35 anys, des de mitjans de les dècada dels 50 a la dels 90 del segle xx.
Entre seves obres mentre exercia aquest càrrec, cal destacar almenys entre d'altres, el projecte de pavimentació del Passeig dels Àlbers d'Oviedo, i el Palau dels Esports d'Oviedo. També realitza escultyures urbanes per a la citat d'Oviedo como la coneguda com Leones de la Plaza de Castilla.

## Paviment del “Paseo de los Álamos”
Al maig de 1965 es porta a terme el projecte de pavimentació del Passeig dels Àlbers a Oviedo. La reforma del passeig, en la qual participaven també l'artista Antonio Suárez (Gijón, 1923), i el marbre de rebuig que va ser cedit per l'empresari Belarmino Cabal, es basava en un disseny consistent en setanta-dues zones rectangulars blanques, realitzades amb llosetes. Aquest primer projecte va quedar desert, per la qual cosa es va procedir a redactar un nou pla en què se substitueixen les llosetes per paviment portuguès. Un cop adjudicades les obres, es van començar els treballs el 24 de novembre de 1965. Ja entrat en any 1966, l'Ajuntament decideix millorar la superfície blanca de marbre, encomanant, per mediació de l'arquitecte municipal, en pintor asturià, mort a 2013, Antonio Suárez, una decoració del paviment. L'artista va realitzar els esbossos sobre paper d'estrassa dels quals havien d'utilitzar com a model per decorar els setanta-dos rectangles dissenyats per Muñiz Uribe.

## Palau dels Esports d'Oviedo
El projecte del Palau dels Esports d'Oviedo va tenir com a responsable del projecte inicial a l'enginyer de camins Ildefonso Sánchez del Riu, que va treballar entre 1924 i 1941 com a arquitecte de l'Ajuntament d'Oviedo, temps durant el qual va dotar a la capital d'edificis singulars molt avançats per a la seva època amb un gran valor estètic com l'Estadi de Buenavista (després anomenat "Carlos Tartiere", 1930-1932), el dipòsit d'aigües del Picayón al barri del Crist de les Cadenes (1931) i l'estructura de la popularment coneguda com a "Plaça del Paraigües" (1925); entre molts altres.
En aquest projecte van col·laborar amb Sánchez del Riu arquitectes Fernando Cavanilles, Joaquín Suárez i Florencio Muñiz-Uribe. Va ser Florencio Muñiz Uribe qui va realitzar posteriorment la reforma del Carlos Tartiere el 1982 amb vista al Mundial de futbol. L'avantprojecte del Palau dels Esports, data de 1961 començant a 1962 les obres per a la seva construcció, però per diverses causes, entre les quals no es pot perdre de vista les econòmiques, el projecte no es va acabar fins a una dècada després, inaugurant-se el 10 de setembre de 1975. La seva estructura és semblant als ja desapareguts Palaus de deportes de Madrid i Barcelona, encara que a menor escala.